# Eitel Friedrich IV. (Hohenzollern)

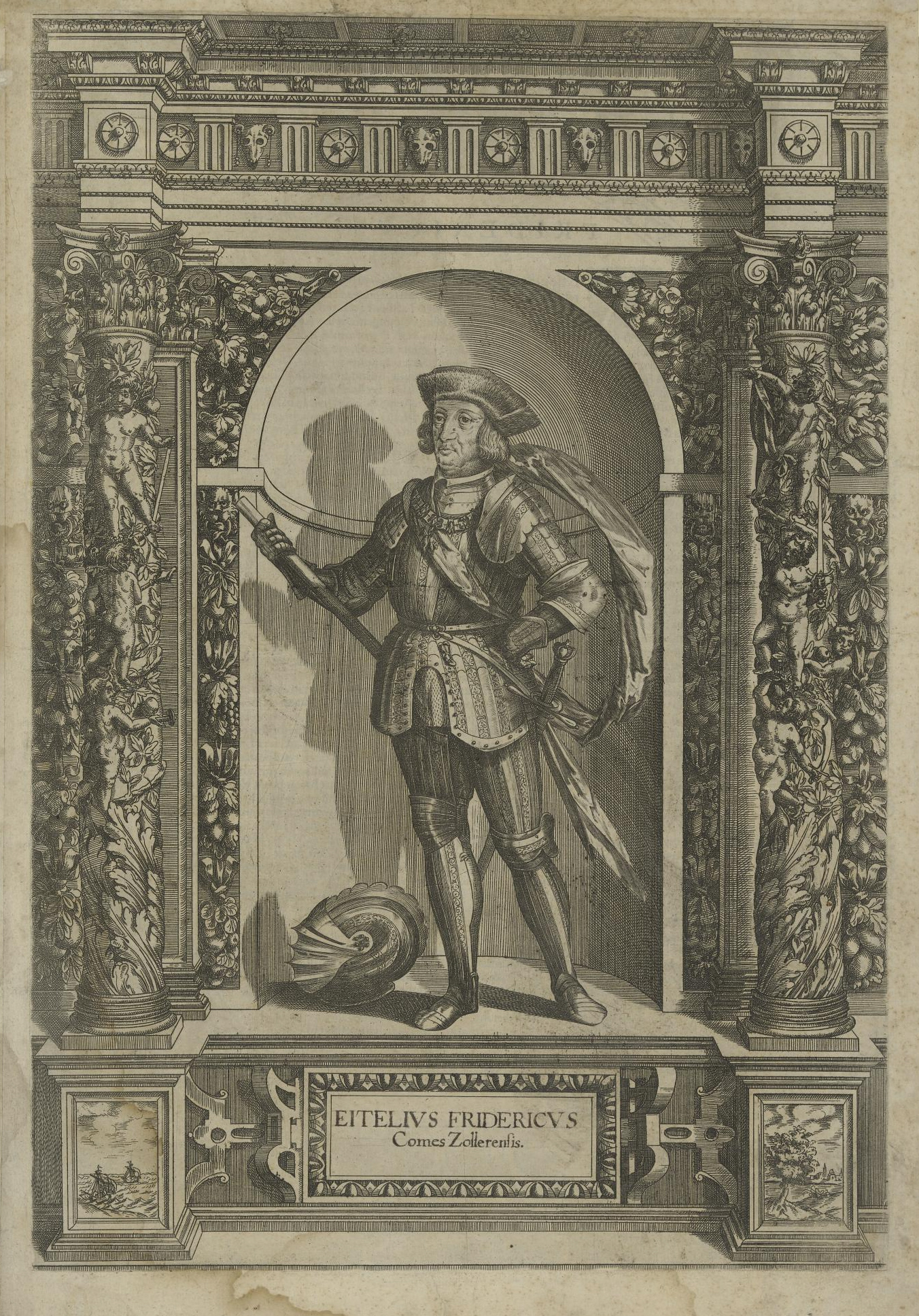
Eitelivs Fridericvs Comes Zollerensis

Eitel Friedrich IV. von Hohenzollern (* 7. September 1545 in Sigmaringen; † 16. Januar 1605 in Hechingen) wurde als Eitel Friedrich I. Stifter der Linie und erster Graf von Hohenzollern-Hechingen.

## Leben

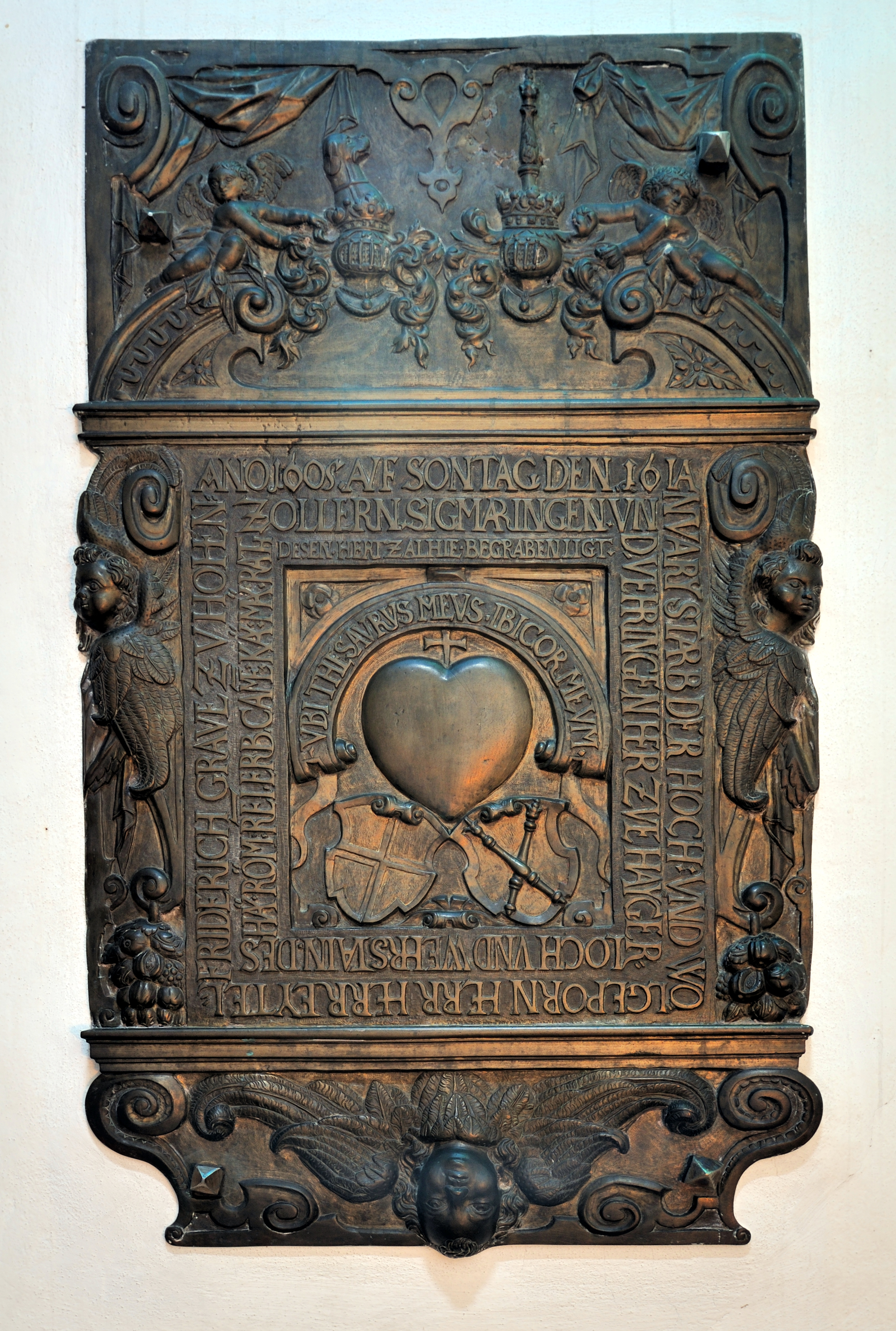
„Ubi thesaurus meus, ibi cor meum“, Bronzeplatte in der Klosterkirche St. Luzen

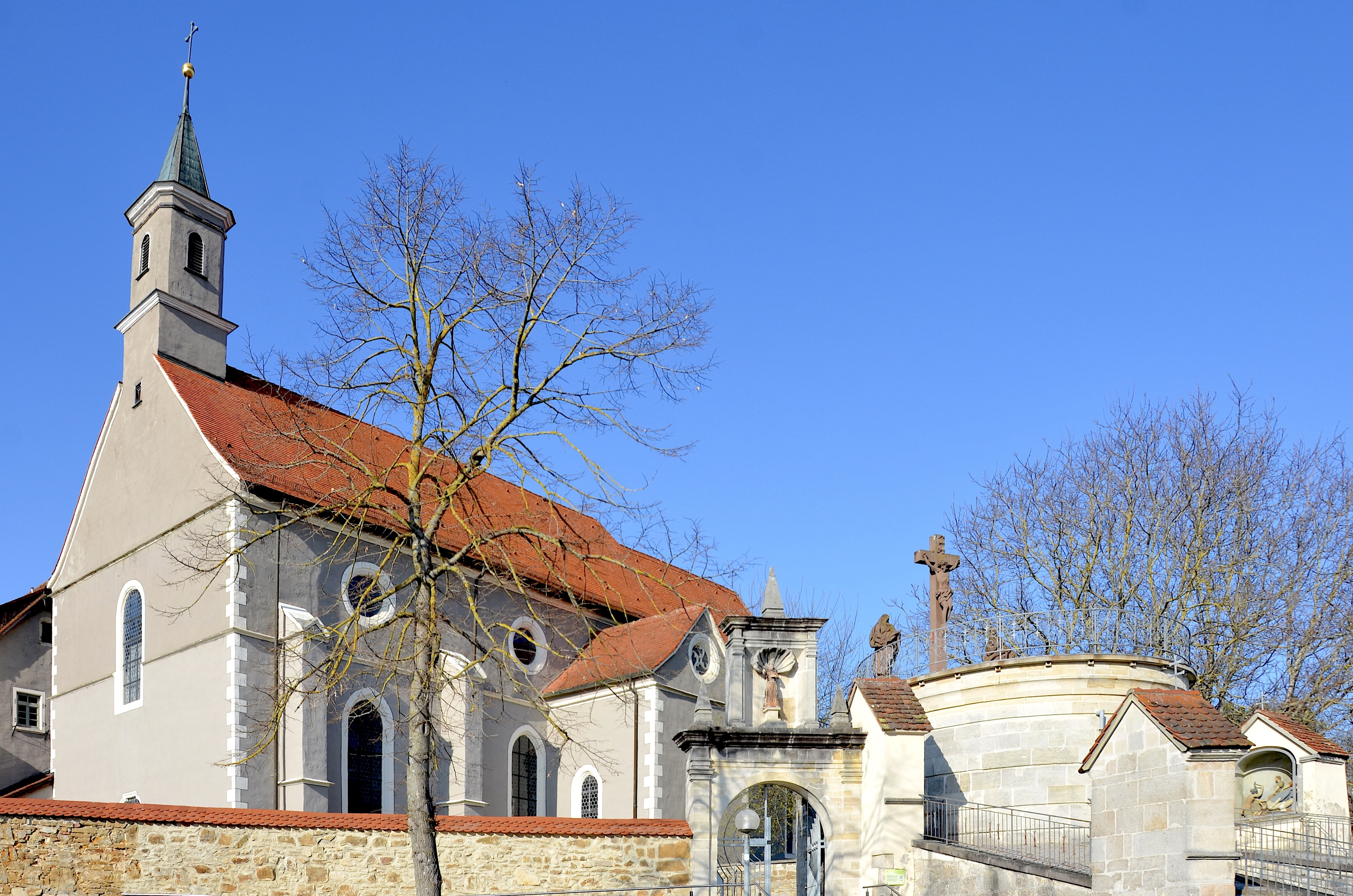
Klosterkirche St. Luzen in Hechingen

Eitel Friedrich war der älteste überlebende Sohn des Grafen Karl I. von Hohenzollern (1516–1576) aus dessen Ehe mit Anna (1512–1579), Tochter des Markgrafen Ernst von Baden-Durlach.
Nach dem Tod des Vaters 1576 kam es zur Teilung des hohenzollerischen Stammhauses zwischen Eitel Friedrich und seinen Brüdern Karl und Christoph in die Hechinger, Haigerlocher und Sigmaringer Linien. Als Eitel Friedrich I. wurde der Graf Stammvater der Linie Hohenzollern-Hechingen. Er erhielt dabei die eigentliche Grafschaft Zollern, das Stammland, mit der Stadt Hechingen und den Klöstern Rangendingen, Sankt Luzen und Stetten.
Eitel Friedrich ordnete die von seinen Vorgängern vernachlässigte Verwaltung der Grafschaft neu und erließ eine strenge Jagd- und Waldordnung, die in der Folgezeit zu mehreren Aufständen führte.
Hechingen wurde als Residenzort bestimmt. Dort ließ er ein Schloss im Renaissancestil errichten, aus dem später das Neue Schloss hervorging. Gemeinsam mit seiner zweiten Gemahlin stiftete er 1585 das Franziskaner-Mönchskloster zum heiligen Lukas bei Hechingen. Er initiierte weitere Bauten in Hechingen, darunter die Klosterkirche St. Luzen, das Spital und den unteren Turm. Seine Residenz machte er zu einem Zentrum von Kultur und Musikpflege, was ihm den Beinamen der Prächtige einbrachte.
Eine bronzene Grabplatte (1609) in der Klosterkirche St. Luzen bedeckt das Herz Eitel Friedrichs IV. Die Platte trägt die Aufschrift: „Ubi thesaurus meus, ibi cor meum“ („Wo mein Schatz liegt, da ruht mein Herz“; vgl. Lk 12,34 ).

## Nachkommen
Eitel Friedrich war dreimal verheiratet. Er ehelichte am 22. Juni 1568 Veronika († 1573), Tochter des Grafen Karl I. von Ortenburg. Die Ehe blieb kinderlos.

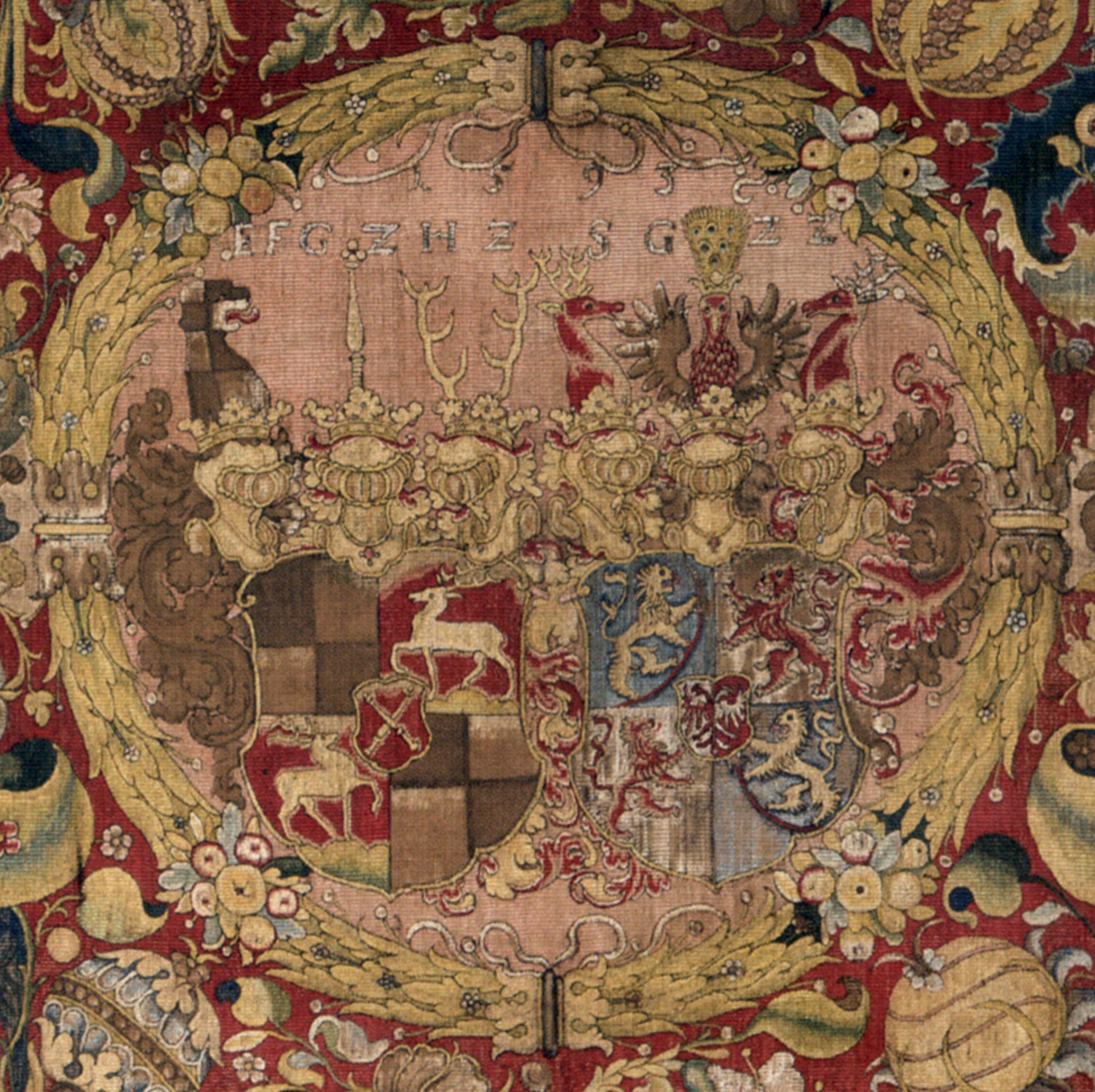
Allianzwappen Hohenzollern–Zimmern (Detail eines Wappenteppichs, um 1575)

Zum zweiten Mal vermählte er sich am 14. November 1574 in Meßkirch mit Sibylle (1558–1599), Tochter des Grafen Froben Christoph von Zimmern, mit der er folgende Kinder hatte:
- Ernst (* 1575; † jung)
- Johann Georg (1577–1623), Fürst von Hohenzollern-Hechingen

⚭ 1598 Gräfin Franziska von Salm, Wild- und Rheingräfin in Neufville († 1619)
- Maximiliane (1580–1633)
- Johanna (1581–1634)

⚭ 1602 Fürst Johann von Hohenzollern-Sigmaringen (1578–1638)
Seine dritte Gemahlin wurde am 1. März 1601 Johanna († 1633), Tochter des Grafen Philipp II. von Eberstein, mit der er keine Kinder hatte.